# 幻創のイデア〜Oratorio Phantasm Historia〜
『幻創のイデア〜Oratorio Phantasm Historia〜』（げんそうのいであ オラトリオ・ファンタズム・ヒストリア）は、株式会社NKクリエイトのブランド・3rdEyeより2013年6月28日に発売された18禁恋愛アドベンチャーゲームである。

## ストーリー
7年前に発生したナグルファルの夜という現象によって巨大な空間の裂け目が発生し、主人公・水瀬優真が住む世界は甚大な被害を受けた。かつての首都はナグルファルの夜の影響で壊滅状態になったが、アーカイブスクエア社(AS社)によって都市機能の中枢を町ごと移動させられた。そのお陰で町の復興は順調に進み、今となっては7年前とほとんど見た目が変わらない程にまで立ち直った。
AS社によって復興した新市街に住む主人公と、放棄された町旧市街に住む主人公。二人の出会いが、数奇な運命を展開していく。

## 解説
異変により“幻ビト〈イデア〉”と呼ばれる異能力者たちが、自らの故郷"幻創界(ユートピア)"を離れ人間の住む現実世界"真世界〈ディストピア〉"に現れ、共存するようになった世界を描いたアダルトゲーム。
本作は真世界の人間である水瀬 優真と、イデアである赫の視点を切り替えながらゲームが進むように作られており、立場の異なる二人の視点から物語を楽しめるようになっている。

## 登場人物

### 主人公
水瀬 優真（みなせ ゆうま）
声 - はしもとゆう
本作の主人公。稀ビト（フール）。契約（エンゲージ）相手は菜々実なる。幻装（アーティファクト）はランダム。
母親代わりの今日子、最愛の妹の結衣と新市街で三人暮らしをしている。学業の傍ら、死体の出た現場を元に戻す清掃業のバイトをしており、かなりの高収入だが給料の九割は今日子への借金返済で天引きされている。又、仕事柄、嗅覚が鈍くなっている。
そのルックス、気配りの出来る性格、下ネタも飛ばせるギャップから女子の人気は高いが、童貞。Re:nonの大ファン。自他共に認めるポジティブ精神の持ち主。
「食べる為に殺す、食べないのなら殺さない」という死生観は今日子の受け売りではあるが断固として揺らがない。
赫（あかし）
声 - 胸肩腎
本作のもう一人の主人公。幻ビト（イデア）でファイヤドレイクの化身。契約相手は九條美月。異能（デュナミス）は炎を操ること、幻装は銃。
七年前の記憶の一部が欠落しており、それを思い出す為の手掛かりを求めノエルと共に幻ビトの住む幻創界（ユートピア）から人間の住む真世界（ディストピア）へ渡ってきた。現在は旧市街の放棄された倉庫でノエルと同棲している。外見年齢は20代程度。
人間性が薄く、感情の起伏も乏しいが知識に貪欲で、書籍やテレビなどから日々学習しており、本物の人間と遜色のない振る舞いを目標としている。その真面目な性格が災いし、ノエルの言う根も葉もないことまで鵜呑みにする。
花が好きで、趣味はガーデニング。モミジアオイ、向日葵、マリーゴールドなど様々な植物を育てている。
異能である炎は右手から放つ。普段から右手のみ体温が高く、炎の誤使用を防ぐことも兼ねて右手のみ耐火グローブを着用している。

### ヒロイン
菜々実なる、紫護リノン、ココロの3名が優真サイドのヒロイン、剣咲ノエル、九條美月の2名が赫サイドのヒロインとなっている。
菜々実 なる（ななみ -）
声 - 木村あやか
優真サイドのメインヒロイン。幻ビトでアルラウネの化身。異能は音を操ること、幻装は細剣。
優真に負けず劣らずのポジティブ精神の持ち主で、厨二病。占い家業を営む傍ら、自作の厨二小説の執筆が趣味。
紫護 リノン（しのもり -）
声 - 桃井穂美
優真サイドのヒロイン。幻ビトでケルベロスの化身。異能は闇を操ること、幻装は戦輪。
「Re:non」の芸名で活躍するトップアイドルで、ASの広告塔。作中に登場する菓子パン「蜂蜜揚げパン」のキャンペーンガール。蜂蜜揚げパンのキャンペーンの一環で、ファンである優真と接触したことから彼に興味を持ち始める。右目が紫、左目が青のオッドアイ。
睡眠欲及び眠る必要がなく、昼はアイドル、夜はASに属する幻ビトとして稀ビト捕獲活動を行う。
ケルベロスの真名のとおり、トリトナ、フロムという複数の人格がある多重人格者（リノン曰く多重人格は心の弱い人間が起こすものであり、厳密には多重人格とは異なるが、他に適切な表現がない為そう称しているとのこと）。トリトナは卑語も平然と飛ばす粗野な人格で両目とも瞳が青、フロムは穏やかな口調にネットスラングを織り交ぜた独特な語り口の人格で両目とも瞳が紫。
ココロ
声 - あじ秋刀魚
優真サイドのヒロイン。
剣咲 ノエル（けんざき -）
声 - 青葉りんご
赫サイドのメインヒロイン。幻ビトでベオウルフの化身。異能は身体能力の強化、幻装は大剣。
赫に熱烈な好意を寄せるメイド。彼の記憶を取り戻す為に共に真世界へやってきた。バストはHカップの巨乳で、尚も成長中。
赫のことを「ご主人」と呼ぶ。又、赫には「お前」と呼ばせており、赫が誤って「キミ」と呼べば訂正させている。
怠惰な性格だが、赫に関わることとなると一転して凄まじい行動力を発揮する。非常に嫉妬深く、赫が他の女性と一緒にいたり事務的な会話をしただけでも浮気を疑い、江神を雇って赫を拷問させている（ヤンデレ）。愛を知らない赫に愛を理解してもらう為、「ノエル、愛している」と事あるごとに言わせている。
赫の記憶を取り戻す為に尽くす反面、彼に隠し事をしている節がある。
九條 美月（くじょう みつき）
声 - 桃井いちご
赫サイドのヒロイン。稀ビトだが、過去に異能を使った際に人々から拒絶されたトラウマからそれを隠している。異能は翼を生やし風を操ること。
九條グループの令嬢。迷子になる前のひまわりと僅かな期間、行動を共にしていた。保護者というわけではなく、ひまわりにも他人行儀で接している。
赫が幻ビトであること、彼が失った記憶が何なのかを知っている様子であり、赫はその情報を教えてもらう為の対価として彼女に協力することになる。
親族以外の者から下の名前で呼ばれることに嫌悪を示しており、赫からは「九條」と呼ばれている。しかしひまわりから「みつきちゃん」、ノエルから「美月さん」と呼ばれることには嫌悪を示さず、了承している様子。
過去に受けたトラウマから人間を拒絶し、誰とも打ち解けず、心を仮面で武装している。しかし趣味の紅茶のこととなれば途端に饒舌になる。又、読書も趣味とのことだが、愛読書は「星の銀貨」という児童書のみである。

### サブキャラクター
水瀬 結衣（みなせ ゆい）
声 - 白月かなめ
優真が溺愛する妹。兄同様Re:nonの大ファンで、コーヒー党。人見知りが激しく、兄以外とは接せず家に引きこもっている。
実は全て優真の妄想（幻覚）であり、本物の結衣は7年前のナグルファルの夜で命を落としている。
水瀬 今日子（みなせ きょうこ）
声 - かわしまりの
特殊清掃会社ゆりかもめの経営者である女性で、優真の育ての親。超人的な仕事術を誇る一方、家事が苦手である上酒と女と金が好きというだらしない性格の持ち主。
ひまわり
声 - 姫川あいり
今作の最重要人物であり、赫と出会うことになる迷子の少女。名前を含む一切の記憶を失っており、付けていた髪飾りから、ひまわりという仮の名前を与えられることになる。
性格は天真爛漫。食欲旺盛で、中でも時任の作るメロンソーダがお気に入り。
本名は水瀬結衣で、優真と血の繋がった実の妹。
ゼロ
声 - ますおかゆうじ
漆原 零二（うるしばら れいじ）
声 - 古河徹人
女好きのフリーターで、優真のナンパ仲間。あだ名は「バラシイ」。
ルージュ
声 - 榊るな
人間社会に潜むバラバラ殺人鬼。猫耳と鈴のついた首輪が特徴で、性格も猫のように気まぐれである。
江神 善太郎（えがみ ぜんたろう）
声 - 星一人
江神探偵事務所の探偵。赫の浮気を疑ったノエルに雇われ、ウサギの着ぐるみの頭部のみを被り赫を拷問している張本人。
時任（ときとう）
声 - 夏村伊介
喫茶メントレのオーナー。
久遠（くおん）
声 - 越雪光
東雲統合学園の学園長で、今日子の飲み仲間。
嵐山（あらしやま）
声 - 西松和彦
おでん屋の店主。逃げた女房のことが忘れられず、ペットに女房の名前を付けている。
北条院 凛々華（ほうじょういん りりか）
声 - 上田朱音
九條 剛三（くじょう ごうぞう）
声 - 小次狼
美月の父親。

## 主題歌・音楽

### 主題歌
オープニングテーマ「イノセンス」
作詞 - まももP / 作編曲 - まももP / 歌 - 青葉りんご
優真シナリオエンディングテーマ「Indelible Scene」
作詞 - まももP / 作編曲 - まももP / 歌 - こめる
赫シナリオエンディングテーマ「Humanity」
作詞 - まももP / 作編曲 - まももP / 歌 - 青葉りんご
グランドエンディングテーマ「Prayer」
作詞 - まももP / 作編曲 - まももP / 歌 - かわしまりの

## 制作スタッフ
- キャラクターデザイン・原画 - 蒔田真記、榊MAKI
- 背景 - 元町神戸屋
- シナリオ - 四万十川清流、不死鳥
- 音楽 - まももP
- プロデューサー・企画・制作総指揮 - KEN-ZO
- 制作 - 3rdEye